# Murray Melvin
Pour les articles homonymes, voir Melvin.
Murray Melvin, né 10 août 1932 à Hampstead, quartier de Londres (Angleterre, Royaume-Uni) et mort le 14 avril 2023 dans le borough londonien de Lambeth, est un acteur britannique de théâtre et de cinéma.
Il a reçu le Prix d'interprétation masculine au Festival de Cannes 1962 pour Un goût de miel de Tony Richardson.

## Biographie

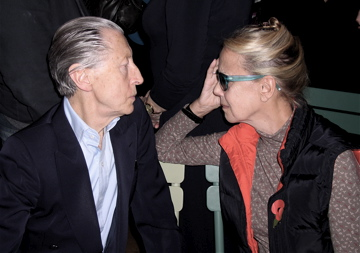
Murray Melvin et Georgina Hale en 2007.

## Filmographie partielle
- 1960 : The Suspect de Roy Boulting
- 1960 : Les Criminels de Joseph Losey
- 1961 : Petticoat Pirates de David MacDonald
- 1961 : Un goût de miel (A Taste of Honey) de Tony Richardson
- 1962 : Les Mutinés du Téméraire (H.M.S. Defiant) de Lewis Gilbert
- 1963 : Sparrows can't Sing de Joan Littlewood
- 1963 : The Ceremony de Laurence Harvey
- 1966 : Alfie le dragueur (Alfie) de Lewis Gilbert
- 1966 : Le Gentleman de Londres (Kaleidoscope) de Jack Smight
- 1967 : Smashing Time de Desmond Davis
- 1968 : L'Homme de Kiev (The Fixer) de John Frankenheimer
- 1970 : Commencez la révolution sans nous (Start the Revolution Without Me) de Bud Yorkin
- 1971 : Les Diables (The Devils) de Ken Russell
- 1971 : The Boy Friend de Ken Russell
- 1972 : A Day in the Death of Joe Egg de Peter Medak
- 1973 : Ghost in the Noonday Sun de Peter Medak
- 1973 : Gawain and the Green Knight de Stephen Weeks
- 1974 : Histoire de fantômes (Ghost Story) de Stephen Weeks
- 1975 : Lisztomania de Ken Russell
- 1975 : Barry Lyndon de Stanley Kubrick
- 1977 : Joseph Andrews de Tony Richardson : Beau Didapper
- 1977 : Le Prince et le Pauvre (Crossed Swords) de Richard Fleischer
- 1986 : Comrades de Bill Douglas
- 1987 : Funny Boy de Christian Le Hémonet
- 1987 : Testimony de Tony Palmer
- 1987 : La Petite Dorrit (Little Dorrit) de Christine Edzard (en)
- 1990 : Les Frères Krays (The Krays) de Peter Medak
- 2004 : Le Fantôme de l'Opéra (The Phantom of the Opera) de Joel Schumacher
- 2006 : Tom's Christmas Tree (TV) de Robert Worley
- 2007 : Torchwood (TV) de Russell T. Davies

## Récompenses et distinctions
- Festival de Cannes 1962 : prix d'interprétation masculine pour Un goût de miel de Tony Richardson, ex æquo avec Dean Stockwell, Jason Robards et Ralph Richardson qui l'ont obtenu pour Long Voyage vers la nuit de Sidney Lumet.